# Universidad Católica de Lovaina Campus Cortrique
La KULAK o Universidad Católica de Lovaina KULAK (en neerlandés, Katholieke Universiteit Leuven KULAK) fue fundada en 1964 y es parte de la KU Leuven. Es una institución de lengua neerlandesa, localizada en ciudad flamenca de Cortrique.

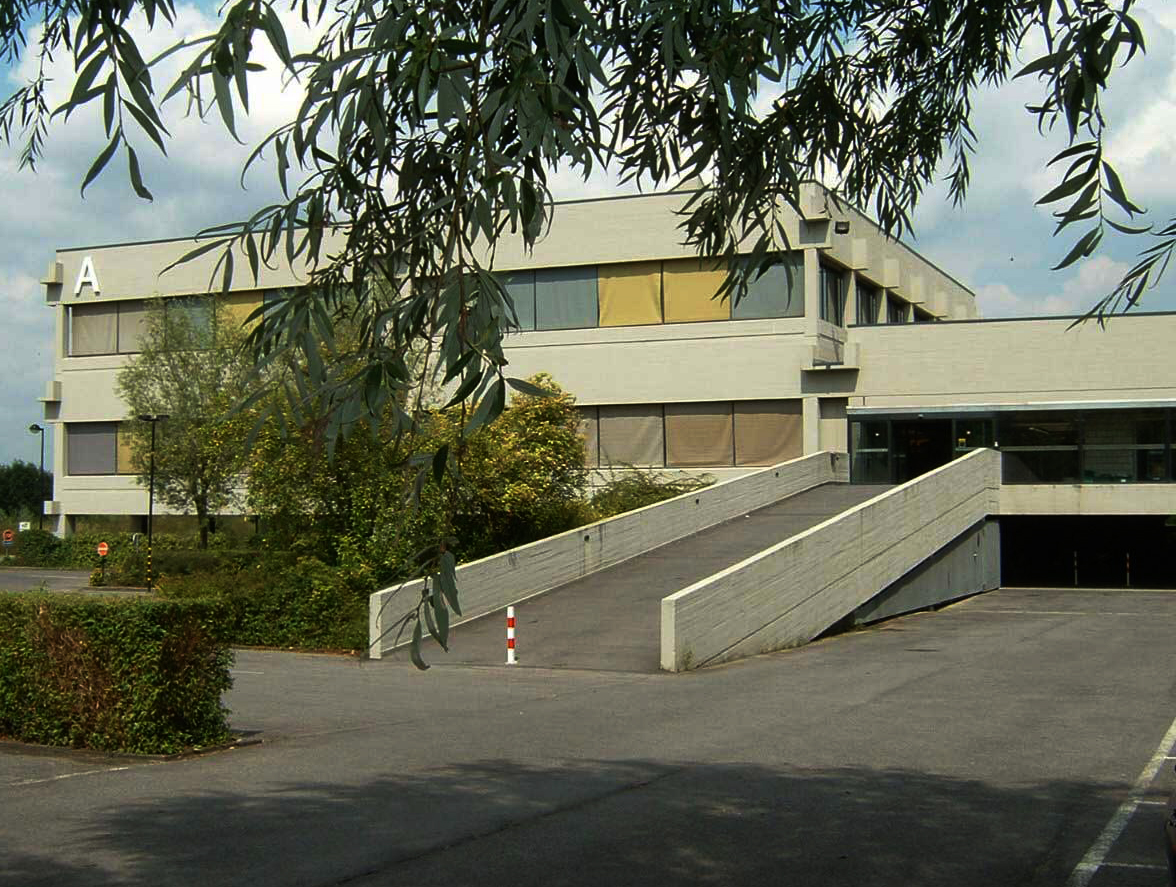
Edificio A